# Eupithecia limbosignata
Eupithecia limbosignata är en fjärilsart som beskrevs av Karl Dietze 1913. Eupithecia limbosignata ingår i släktet Eupithecia och familjen mätare. Inga underarter finns listade i Catalogue of Life.